# 阿曼多·乌里维
阿曼多·乌里维·阿尔塞（西班牙語：Armando Uribe Arce，1933年10月28日—2020年1月22日），或译烏里韦、乌利维，智利诗人、外交官。1950一代的代表作家之一，1970年智利與中华人民共和国建交后，出任该国首任驻北京大使，1973年智利政变後遭到皮诺切特军政府解职，被迫流亡海外，2004年获得智利国家文学奖。